# Crosta de soca resupinada
Les crostes de soca resupinades són bolets del grup de les crostes de soca.
Grup molt extens i divers, amb aspecte només orientatiu pel que fa a la identificació i que sempre necessita una anàlisi microscòpica.

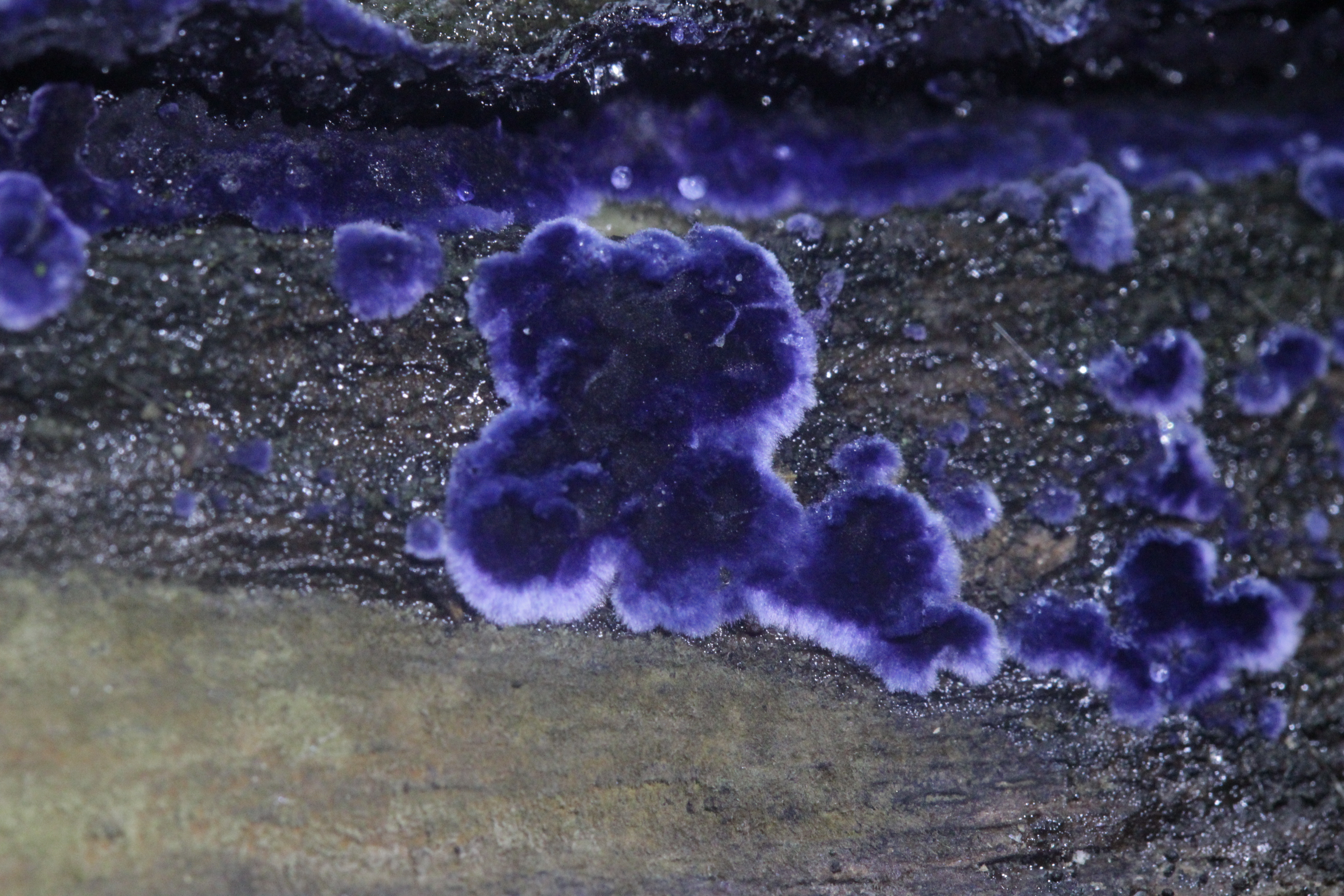
Crosta de soca blava (Terana caerulea)

La superfície pot adoptar morfologies molt diferents, des de llisa fins a venosa, rugosa, berrugosa o espinosa. La textura va de cotonosa a vellutada, cerosa (com la cera), de cuir o gelatinosa.

## Espècies

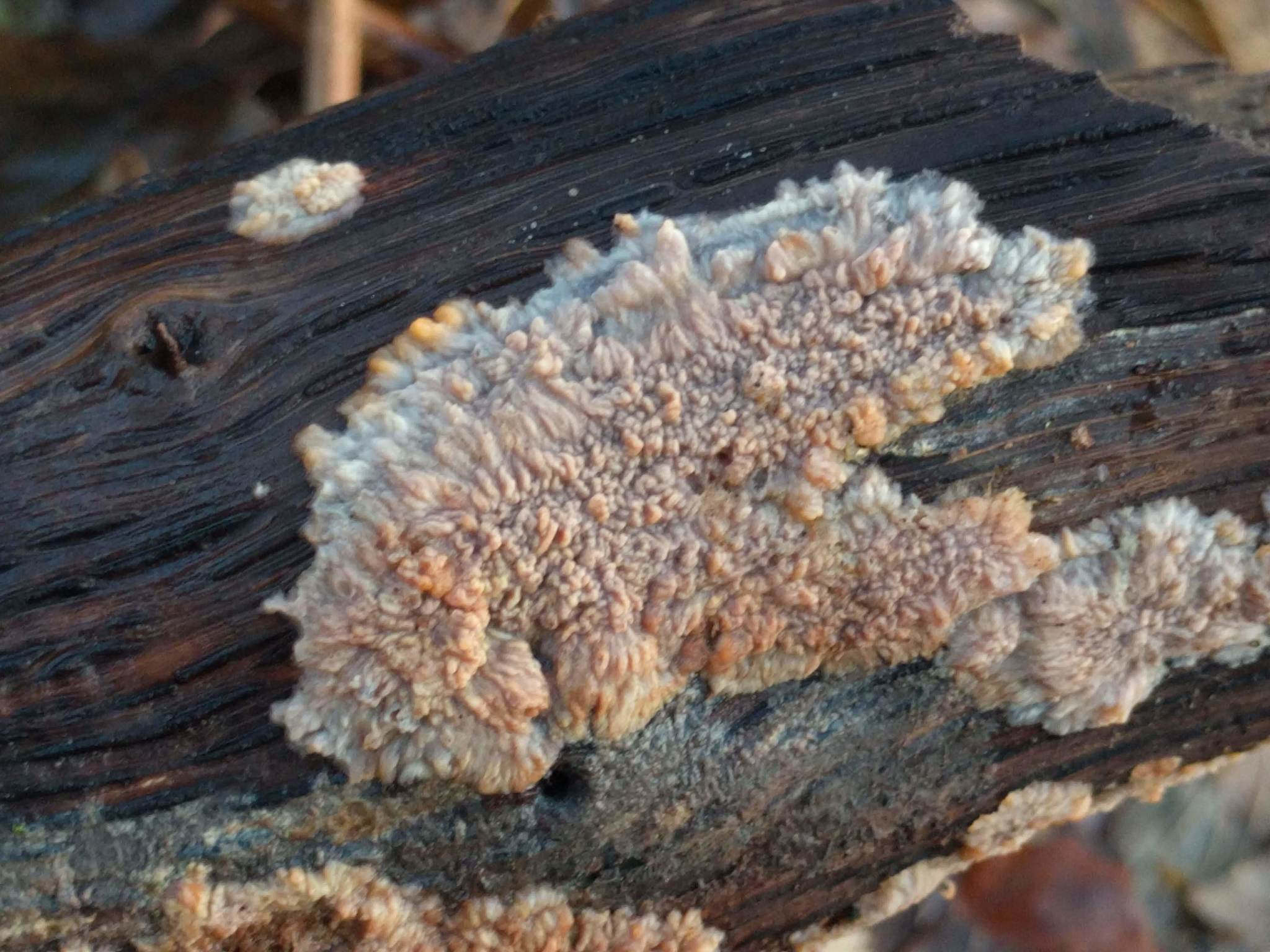
Crosta de soca arrugada (Phlebia radiata)

Les espècies de crostes de soca resupinades més corrents, ordenades per gèneres, són:
- Phlebia radiata, crosta de soca arrugada
- Athelia epiphylla, crosta de soca blanca
- Terana caerulea, crosta de soca blava
- Odontia fibrosa, crosta de soca bruna teranyinosa
- Vuilleminia comedens, crosta de soca cèria
- Skeletocutis nivea, crosta de soca d’avellaner
- Peniophora limitata, crosta de soca d’olivera

- Peniophora pini, crosta de soca de pi

- Amyloporia sinuosa, crosta de soca de porus sinuosos
- Rigidoporus sanguinolentus, crosta de soca de sang
- Xylodon sambuci, crosta de soca de saüc
- Peniophora lycii, crosta de soca grisa
- Conrovelladaiophora puteana, crosta de soca olivàcia
- Ceriporia purpurea, crosta de soca purpúria
- Skeletocutis amorpha, crosta de soca
- Peniophora incarnata, crosta de soca salmonada
- Aleurodiscus amorphus, crosta de soca taronja
- Amphynema byssoides, crosta de soca teranyinosa
- Meruliopsis taxicola, crosta de soca vinàcia